# Starmap Mobile Alliance
Starmap Mobile Alliance - organizacja założona w październiku 2003, zrzeszająca europejskich operatorów telefonii komórkowej, którzy postanowli współpracować ze sobą w celu zapewnienia swoim klientom lepszej oferty roamingowej. W październiku 2006 największy z operatorów należący do Starmap Mobile Alliance - O2, został wykupiony przez multiregionalnego operatora – hiszpańską Telefonice i włączony do jej grupy. Ten fakt,  wraz z wcześniejszym odejściem Ameny – hiszpańskiego operatora, kupionego przez France Telecom spowodował znacznie osłabienie znaczenia sojuszu pozostałych operatorów i w konsekwencji zaprzestanie działalności tej organizacji. 

## Działalność
- Operatorzy należący do stowarzyszenia oferowali nawzajem swoim klientom preferencyjne taryfy roamingowe
- Prowadzone były wspólne prace nad wprowadzeniem urządzeń mobilnych pracujących bez przeszkód w sieciach 3G należących do wszystkich członków Starmap Mobile Alliance
- Przeprowadzane były konsultacje związane z wyborem infrastruktury teleinformatycznej, dzięki której serwisy oferowane przez poszczególnych operatorów będą dostępne bez przeszkód dla ich abonentów przebywających w roamingu w sieciach zarządzanych przez pozostałych członków organizacji.

## Operatorzy zrzeszeni w organizacji
Organizacja Starmap Mobile Alliance zrzeszała 11 operatorów (uwzględniając fakt, że pod marką O2 działało trzech niezależnych operatorów). 
- Eurotel (Czechy)
- O2 (Niemcy, Wielka Brytania, Irlandia)
- Amena (Hiszpania)
- one (Austria)
- Pannon GSM (Węgry)
- SONOFON (Dania)
- sunrise (Szwajcaria)
- Telenor Mobil (Norwegia)
- Wind (Włochy)

## Inne konkurencyjne organizacje
Konkurencyjną organizacją o podobnym profilu był Freemove. Podobna działalność prowadzi Vodafone, który posiada spółki zależne w 27 krajach.